# Lovnik
Lovnik is een plaats in Slovenië en maakt deel uit van de gemeente Poljčane in de NUTS-3-regio Podravska. De plaats telde 26 inwoners op 1 januari 2020.